# Jernbanegade (Fredericia)
 For alternative betydninger, se Jernbanegade. (Se også artikler, som begynder med Jernbanegade)
Jernbanegade er en gade i Fredericia. Gaden er ca. 700 meter lang og er anlagt i forbindelse med Fredericia Station i begyndelsen af 1930'erne.
Gaden tager sin begyndelse i krydset med Vejlevej/Vesterbrogade og går i sydlig retning forbi banegården. Herefter svinger den mod sydøst, krydser Indre Ringvej og møder Prangervej/Sjællandsgade i et vejkryds tæt ved volden.
Vejen går forbi Fredericia Bymuseum.
|  | Denne artikel om en bygning eller et bygningsværk kan blive bedre, hvis der indsættes et (bedre) billede. Du kan hjælpe ved at afsøge Wikimedia Commons for et passende billede eller lægge et op på Wikimedia Commons med en af de tilladte licenser og indsætte det i artiklen. |

55°33′59.85″N 9°44′33.04″Ø / 55.5666250°N 9.7425111°Ø